# Arena (Star Trek: La serie original)
"Arena" es el episodio 18 en ser transmitido y el 19 en ser producido de Star Trek: La serie original. Fue transmitido por primera vez el 19 de enero de 1967 y repetido el 6 de julio de 1967. Fue escrito por Gene L. Coon, basado en el relato corto del mismo nombre de Fredric Brown, y dirigido por Joseph Pevney. El episodio presenta a los Gorn. Mientras se encuentra persiguiendo a un enemigo desconocido por un ataque aparentemente no provocado, el capitán Kirk es forzado por unas poderosas entidades a combatir personalmente, desarmado al capitán de la nave enemiga.

## Trama
En la fecha estelar 3045.6, la nave estelar USS Enterprise, comandada por el capitán James T. Kirk, llega al puesto de vigilancia que se encuentra en Cestus III, donde Kirk está invitado a cenar con el comodoro Travers, un hombre conocido por su hospitalidad y amabilidad. Al transportarse a la superficie del planeta, la partida de desembarco, integrada por el capitán Kirk, el Sr. Spock, McCoy y tres tripulantes (Kelowitz, Lang y O'Herihly), encuentran el puesto casi totalmente arrasado. Un solitario sobreviviente es encontrado, que cuenta que el puesto fue atacado con un fuerte bombardeo por un enemigo desconocido. De improviso, la partida de desembarque es bombardeada, provocando la muerte de Lang y O'Herihly.
Simultáneamente, en órbita, el Enterprise es atacado por una nave de guerra de origen desconocido. El Enterprise eleva sus escudos lo que impide que la partida de desembarque pueda ser transportada de regreso a la nave. Kirk logra localizar el arsenal del puesto y recupera un lanzador de granadas fotónicas, que usa para hacer huir a los atacantes. 
Los extraños también terminan su ataque orbital, dándole al Enterprise la oportunidad de bajar sus escudos y transportar a Kirk y a los supervivientes de regreso a la nave. A continuación, estos comienzan a perseguir a la nave agresora a la velocidad de warp factor 5, lo que les lleva a un sector inexplorado del espacio, gradual y peligrosamente aumentando la velocidad. Antes de que Kirk sea capaz de destruir a los extraños, tanto el Enterprise como la nave enemiga son escaneados para ser repentinamente incapacitados.
El Enterprise es contactado por una fuerza que se identifica como los Metrones, unos seres omnipotentes quienes se protegen celosamente contra intrusos. Los Metrones fuerzan a Kirk a un "juicio por combate", un duelo a muerte uno contra uno con el capitán de la nave enemiga (identificada como perteneciente a la raza reptiliana Gorn). El propósito del combate es resolver su disputa, donde el perdedor será destruido junto con su nave, mientras que el ganador podrá irse.
Antes de que Kirk pueda responder, él y el capitán Gorn son teletransportados simultáneamente a un desconocido planeta desértico en algún lugar cercano. El paisaje del planeta es agreste y montañoso, y ambos se encuentran aislados y sin comunicación con sus naves. Sin embargo, los Metrones les aseguran que en la superficie del planeta hay materiales en bruto para construir armas. La única cosa con que se encuentran equipados Kirk y el Gorn son dispositivos de grabación, con la idea de proporcionar comentarios acerca del combate en desarrollo por parte de los capitanes. Kirk comienza a realizar un diario acerca de lo que está pasando. Sin saberlo, el dispositivo está enviando el audio traducido a su adversario Gorn quien no solo se entera de dónde está Kirk sino lo que él está planeando.
El Gorn acosa a Kirk, pero los silbidos de la respiración del alienígena alertan a Kirk que su oponente se acerca y que tiene preparada una emboscada. Kirk logra empujar una gran roca que cae del borde de un acantilado y golpea y atrapa bajo ella al Gorn. Para sorpresa de Kirk, el alienígena se recupera sin ningún daño aparente. Kirk observa que mientras el Gorn es extremadamente fuerte y resistente se mueve lentamente. Kirk huye pero se ve atrapado por una cuerda puesta como trampa por el Gorn. Él es capaz de escapar pero queda herido en una pierna. 
De regreso al Enterprise, Spock y el resto de la tripulación en el puente pueden observar la acción en la pantalla del puente. Incapaces de ayudar a su capitán, todo lo que pueden hacer es observar y esperar que su capitán sobreviva.
El Gorn finalmente se comunica con Kirk usando el dispositivo de traducción y le ofrece a Kirk acabar con él rápida e indoloramente. Kirk acusa al Gorn de ser asesinos pero el alienígena defiende su ataque sobre Cestus III, él dice que el puesto había sido construido dentro de que los Gorn consideran su territorio. Ellos ven la presencia de la Federación en esta parte del espacio como una intrusión y el posible preludio a una invasión a toda escala. Este intercambio lleva a la tripulación en el puente del Enterprise a preguntarse si la Federación puede haberse equivocado. McCoy observa que quizá los Gorn pudieron solo haberse estado protegiendo a sí mismos.
Kirk descubre que existen abundantes recursos naturales sobre la superficie con los que se puede construir un arma. Encuentra los elementos necesarios para fabricar pólvora. Luego encuentra una planta similar a bambú y corta una sección para construir un cañón improvisado. También encuentra diamantes en forma de pedazos para usar como proyectiles. 
Kirk se oculta esperando al Gorn y cuando éste llega, Kirk le apunta y le dispara con lo que él logra herir seriamente al Gorn dejándolo a su merced. Kirk decide no matar a su enemigo. 
Con el duelo finalizado, el Gorn desaparece y aparece un Metron cubierto con vestiduras blancas para "felicitar" a Kirk no solo por su victoria, sino también por mostrar el avanzado sentido de la piedad para su enemigo. Cuando Kirk no acepta la oferta de que la nave Gorn sea destruida, el Metron queda lo suficientemente impresionado como para comentar, “Aún eres medio salvaje, pero hay esperanza”.
Solicitando que la raza de Kirk busque a los Metrones en unos pocos miles de años, la entidad regresa al perplejo capitán, con sus heridas ya curadas, al Enterprise, que ha sido regresada a una posición cerca de Cestus III.

## Producción
De acuerdo a un relato de Herbert Solow en el libro Inside Star Trek, The Real Story (en castellano, Al interior de Star Trek, La Historia Real), la relación con el relato de Brown puede haber sido no intencionada. Después de que Coon había escrito lo que él pensaba que era un guion original, el departamento de investigaciones de Desilu se dio cuenta de la similitud. Se acordó que la oficina de Asuntos Comerciales de Desilu llamaría a Brown y le ofrecería pagar un precio justo por el relato, antes de que fuera filmado y transmitido. Brown estuvo de acuerdo sin saber que el relato ya había sido escrito.

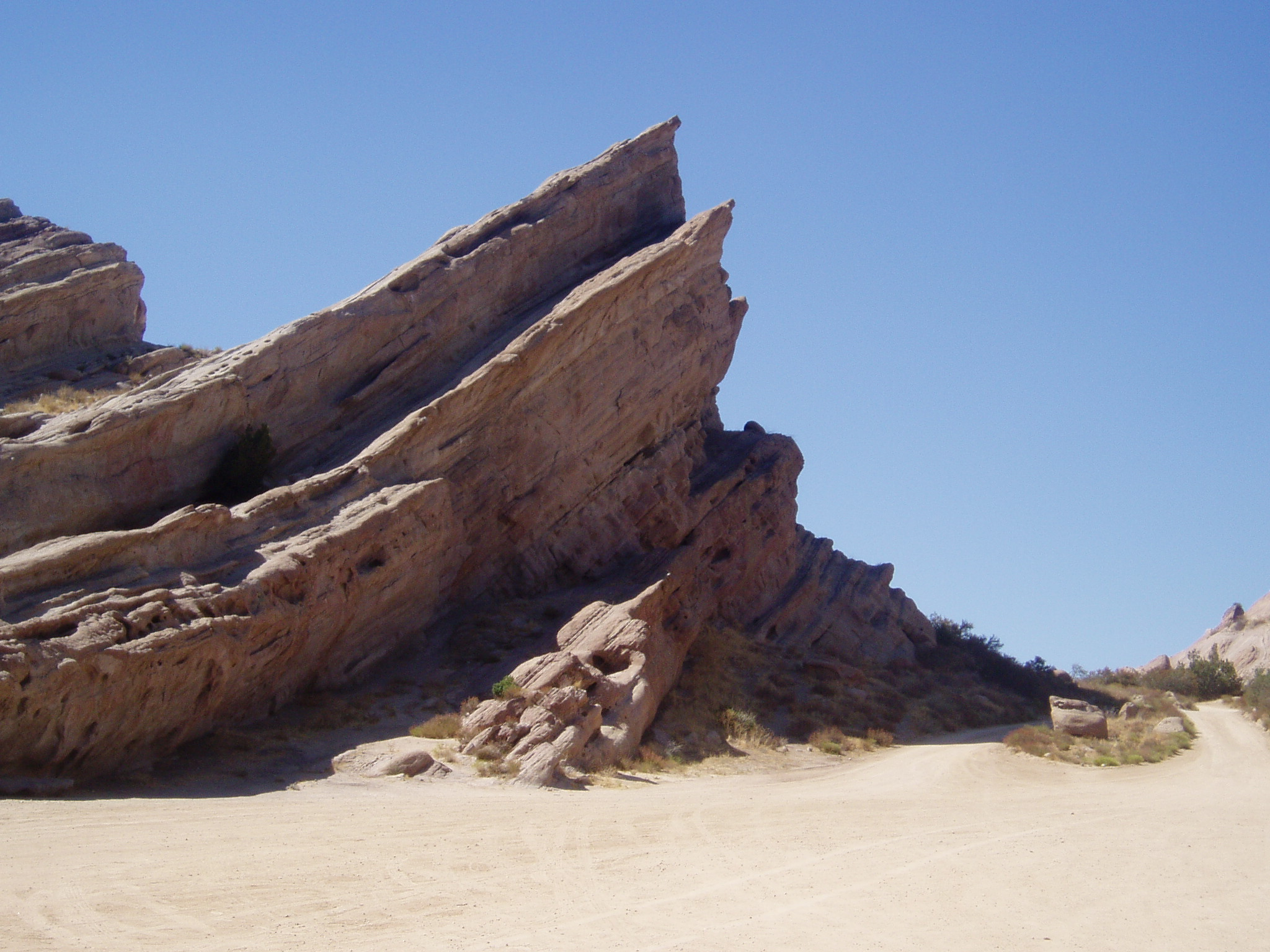
Vasquez Rocks

El episodio fue filmado en parte en terreno localizado en las Vasquez Rocks, que posteriormente fue usada como un sitio de filmación para otros episodios y películas de Star Trek.
Los gruñidos del capitán Gorn fueron realizados por el actor Ted Cassidy, quien también apareció en otro rol en el episodio de Star Trek "¿De qué están hechas las niñas pequeñas?" y proporcionó la amenazadora voz de Balok en otro episodio llamado "Las maniobras de la Carbonita". El Gorn fue interpretado por Bobby Clark.

## Remasterización del aniversario de los 40 años
Este episodio fue remasterizado en el año 2006, y transmitido el 21 de octubre de 2006 como parte de la remasterización de la Serie Original. Fue precedido una semana antes por "Yo, Mudd" y seguido una semana más tarde por "Los cuatro gatos". Además de todas las animaciones por computador de la USS Enterprise que es lo normal en las revisiones, los cambios específicos en este episodio incluyen:
- A Cestus III se le dio un retoque de animaciones computaciones (CGI), para hacerlo aparecer más realista. A la toma de la superficie que muestra la base en ruinas se le dio un fondo montañoso en vez de un acantilado rocoso cerrado.
- La nave Gorn ahora puede ser vista, aunque su tamaño es muy pequeño en la pantalla del puente.[3]
- Los ojos del Gorn han sido animados para mostrar un parpadeo.

## Recepción
Zack Handlen de The A.V. Club calificó el episodio con una 'A-', destacando la influencia del episodio y el uso de un tema de Star Trek, la "incertidumbre de la exploración".